# Zebrilus undulatus
Zebrilus undulatus là một loài chim thuộc chi đơn loài Zebrilus trong họ Ardeidae.